# Christopher Hogwood
Christopher Hogwood (anglès: Christopher Jarvis Haley Hogwood)  (Nottingham, 10 de setembre de 1941 - Cambridge, 24 de setembre de 2014) va ser un clavecinista, director d'orquestra, musicòleg i home de ràdio britànic. Fou un reconegut especialista en la música barroca i l'època clàssica.

## Biografia
Christopher Hogwood va estudiar música i literatura clàssica al "Pembroke College" de Cambridge, després direcció amb Raymond Leppard i Thurston Dart, i finalment clavicèmbal amb Rafael Puyana i Gustav Leonhardt. El British Council li va concedir una beca d'un any a Praga.
El 1967, Christopher Hogwood va fundar "The Early Music Consort" amb David Munrow, i el 1973, l'Academy of Ancient Music, un conjunt d'instruments històrics que ràpidament es va fer famós arreu del món.
És gràcies a això que es va donar a conèixer com a solista, com a instrumentista de música de cambra i com a musicòleg. Ha enregistrat nombrosos discos que cobreixen un repertori molt ampli que va des dels virginalistes anglesos fins als clàssics vienesos. Christopher Hogwood també és l'autor d'una obra important sobre Händel. També toca l'orgue i el clavicordi. L'abril de 2005, Christopher Hogwood va acceptar ser membre honorari de la "Charles Avison Society".
Quan s'escapava del repertori barroc, tornava a visitar compositors com Niels Gade, Mendelssohn o Stravinski. Sempre es va interessar per la música contemporània. A més de la seva activitat concertística, donà suport a diverses editorials de música impresa.
També va dirigir la "Basel Kammerorchester" i l'Orquestra Ciudad de Granada. Va treballar amb l'Òpera Australiana, l'Òpera de Berlín, la Royal Opera d'Estocolm, el Royal Opera Theatre de Londres, per a les Chorégies d'Orange i va dirigir lAriodante de Händel a la Gran Òpera de Houston. El seu catàleg d'enregistraments inclou més de 200 títols, incloent-hi les simfonies completes de Mozart, per primera vegada, sobre instruments històrics.
Va morir el 24 de setembre de 2014 a Cambridge.
Els seus escrits han estat traduïts al francès, alemany, italià, espanyol i japonès.

## Escrits publicats
- La sonate en trio [«The trio sonata»] (trad. de l'anglès per Dennis Collins), Actes Sud, 1987 (ISBN 2-86869-100-5).
- (anglès) Handel, New York, Thames & Hudson Inc., 2007, 2e éd. (1re éd. 1985), 324 p. (ISBN 978-0-500-28681-4).

## Discografia
- Ludwig van Beethoven, Les Concertos pour piano, The Academy of Ancient Music, Steven Lubin forte-piano. 3 CD Oiseau - Lyre 1988
- Ludwig van Beethoven, Les Symphonies, The Academy of Ancient Music. 5 CD Oiseau - Lyre 1997
- André Cardinal Destouches, Jean-Féry Rebel, Les Éléments, The Academy of Ancient Music. CD Oiseau - Lyre 1989
- Joseph Haydn, Symphonies 1-75, 94, 96, 100, 104, 107, 108, The Academy of Ancient Music. 32 CD Oiseau - Lyre 2012[3]
- Wolfgang Amadeus Mozart, Les Symphonies, The Academy of Ancient Music. 19 CD Oiseau - Lyre 1997